# Kenneth Gaspar
Kenneth "Boom" Gaspar (Waimānalo, Hawái; 3 de febrero de 1953) es un tecladista estadounidense que ha colaborado tanto en giras como en discos en estudio del grupo de rock estadounidense Pearl Jam desde 2002.
Gaspar tiene su primer contacto con Pearl Jam a través de Eddie Vedder, cantante del grupo, el cual lo conoce mientras practicaba el surf en Hawái. A la fecha ha aparecido en los álbumes Riot Act y Pearl Jam. Además tiene créditos de coautoría en el tema "Love boat captain" del álbum Riot Act. Es también conocido por sus solos de órgano en los shows en vivo, en especial en la canción "Crazy Mary", donde realiza un largo solo de órgano a dueto con la guitarra de Mike McCready.